# Всесоюзная олимпиада школьников по математике
Всесоюзная олимпиада школьников по математике (Всесоюзная математическая олимпиада) — ежегодное соревнование по математике учащихся старших классов в СССР.

## Первые Всесоюзные олимпиады школьников по математике
Олимпиады школьников по математике в СССР стали проводить с 1934 года. В 1967 году было образовано Министерство просвещения СССР, создавшее в том же году Центральный оргкомитет всесоюзной олимпиады по математике, физике и химии, который возглавил академик И. К. Кикоин. Руководителем его Методической комиссии по математике стал академик А. Н. Колмогоров. Первой официальной Всесоюзной олимпиадой школьников по математике считается олимпиада, проведённая этим оргкомитетом в 1967 году. С тех пор Всесоюзные математические олимпиады стали ежегодными:
- I Всесоюзная олимпиада школьников по математике — Тбилиси, 1967 г.
- II Всесоюзная олимпиада школьников по математике — Ленинград, 1968 г.
- III Всесоюзная олимпиада школьников по математике — Киев, 1969 г.
- IV Всесоюзная олимпиада школьников по математике — Симферополь, 1970 г.
- V Всесоюзная олимпиада школьников по математике — Рига, 1971 г.
- VI Всесоюзная олимпиада школьников по математике — Челябинск, 1972 г.
- VII Всесоюзная олимпиада школьников по математике — Кишинёв, 1973 г.
- VIII Всесоюзная олимпиада школьников по математике — Ереван, 1974 г.

В этот период на олимпиаду приезжали команды, состоящие из 3 школьников 8, 9 и 10 классов — победителей областных (для республик с областным делением) и республиканских олимпиад, а также руководитель команды. Вне конкурса допускались победители прошлогодних олимпиад. Общее количество участников достигало 800 человек.

## Реорганизация 1975 года
С 1975 года был введён ещё один этап отбора (стало 5 этапов — школьный, городской и районный, областной и республиканский). Число участников-школьников сократили до 150. На Всесоюзную олимпиаду попадали победители республиканских олимпиад: 48 от РСФСР (от четырёх зон по четыре участника в каждой из трёх параллелей; с 1982 года квота сократилась до 2 участников от зоны по параллели), 12 (по четыре участника в каждой из параллелей, с 1982 года — по 2 участника в каждой из параллелей) от Украины, по 6 (два участника по каждой параллели) от Белоруссии, Казахстана и Узбекистана, по 3 (по одному победителю от каждой из параллелей) от других союзных республик, городов Москвы, Ленинграда, города-устроителя олимпиады, школ МПС СССР и школ ГСВГ. Сверх этих квот в состав команд включались призёры I-II степени Всесоюзной олимпиады предыдущего года. Позже некоторые физико-математические школ-интернаты также получили право выставлять отдельные команды по 3 человека.
Следующие олимпиады:
- IX Всесоюзная олимпиада школьников по математике — Саратов, 1975 г.
- Х Всесоюзная олимпиада школьников по математике — Душанбе, 1976 г.
- XI Всесоюзная олимпиада школьников по математике — Таллин, 1977 г.
- XII Всесоюзная олимпиада школьников по математике — Ташкент, 1978 г.
- XIII Всесоюзная олимпиада школьников по математике — Тбилиси, 1979 г.
- XIV Всесоюзная олимпиада школьников по математике — Саратов, 1980 г.
- XV Всесоюзная олимпиада школьников по математике — Алма-Ата, 1981 г.
- XVI Всесоюзная олимпиада школьников по математике — Одесса, 1982 г.
- XVII Всесоюзная олимпиада школьников по математике — Кишинёв, 1983 г.
- XVIII Всесоюзная олимпиада школьников по математике — Ашхабад, 1984 г.
- XIX Всесоюзная олимпиада школьников по математике — Могилёв, 1985 г.
- XX Всесоюзная олимпиада школьников по математике — Ульяновск, 1986 г.
- XXI Всесоюзная олимпиада школьников по математике — Фрунзе, 1987 г.
- XXII Всесоюзная олимпиада школьников по математике — Донецк, 1988 г.
- XXIII Всесоюзная олимпиада школьников по математике — Рига, 1989 г.
- XXIV Всесоюзная олимпиада школьников по математике — Ашхабад, 1990 г.
- XXV Всесоюзная олимпиада школьников по математике — Смоленск, 1991 г.